# When the Shadows Beam
Albums de Silverstein
Summer's Stellar Gaze
(2000) When Broken is Easily Fixed
(2003)
When the Shadows Beam est le titre du second mini-album musical du groupe Silverstein sorti en 2002.

## Liste des titres
1. Red Light Pledge
2. Dawn Of The Fall
3. Wish I Could Forget You
4. Bleeds No More
5. Last Days Of Summer
6. Waiting Four Years